# 大谷直子
大谷直子（1950年4月3日—），原名清水直子，是日本東京都墨田區出身的女演員，目前隸屬於FROM FIRST PRODUCTION。

## 經歷
1969年在東京都立赤羽商業高等學校畢業。
1968年，她在校期間，曾參演岡本喜八執導的電影《肉彈》，受到很高評價，一舉成名。
1969年主演日本放送協會（NHK）的晨間小說連續劇《信子和老太太》，頗受好評。以後廣泛活躍於影視界河戲劇舞台。
她曾主演過貞永方久執導的《流亡之譜》（1972）、山下耕作執導的《日本狹義傳·激戰篇》（1975，與高倉健合作）、渡邊佑介執導的《墮落的警察》（1976，與原田芳雄合作）等受人歡迎的電影。
她於1971年與電影演員松山政路結婚，三年後離婚。1979年與電影演員清水紘治結婚。
1980年，與原田芳雄等共同主演鈴木清順執導的《流浪者之歌》，並在片中成功地扮演了兩個角色。因此獲得當年電影旬報最佳女主角獎。被公認是一位很有實力的優秀演員。

## 演出作品
| 年份 | 名稱                | 種類   | 角色       |
| ---- | ------------------- | ------ | ---------- |
| 1969 | 信子和老太太        | 電視劇 |            |
| 1972 | 流亡之譜            | 電影   |            |
| 1973 | 雪國                | 電視劇 |            |
| 1975 | 日本狹義傳·激戰篇   | 電影   |            |
| 1976 | 墮落的警察          | 電影   |            |
| 1976 | 大空的武士          | 電影   | 本田幸子   |
| 1978 | 拖卡野郎 北歸一番星 | 電影   | 麥當娜     |
| 1978 | 天城山奇案          | 電視劇 | 大塚花     |
| 1980 | 流浪者之歌          | 電影   |            |
| 1982 | 龍馬來了            | 電視劇 | おりょう   |
| 1983 | 大奧                | 電視劇 | 春日局     |
| 1999 | 好想活着            | 電影   |            |
| 2003 | 圈套3               | 電視劇 | 長谷千賀子 |
| 2007 | 二分之一的友情      | 電影   | 護士長     |
| 2007 | 1303號室            | 電影   |            |
| 2012 | 希望的國            | 電影   | 小野智惠子 |
| 2014 | 軍師官兵衛          | 電視劇 | 土田御前   |

## 書籍

### 写真集
- 大谷直子写真集 直子 - 受胎告知（1981年5月、集英社）

## 外部連結
- 大谷直子官方個人網頁 （页面存档备份，存于）
- 大谷直子在互联网电影资料库（IMDb）上的資料（英文）
- 日本電影數據庫（JMDb）上大谷直子的資料（日語）